# Enkianthus perulatus
Enkianthus perulatus är en ljungväxtart som först beskrevs av Friedrich Anton Wilhelm Miquel, och fick sitt nu gällande namn av Schneider. Enkianthus perulatus ingår i släktet klockbuskar, och familjen ljungväxter. Utöver nominatformen finns också underarten E. p. japonicus.

## Bildgalleri

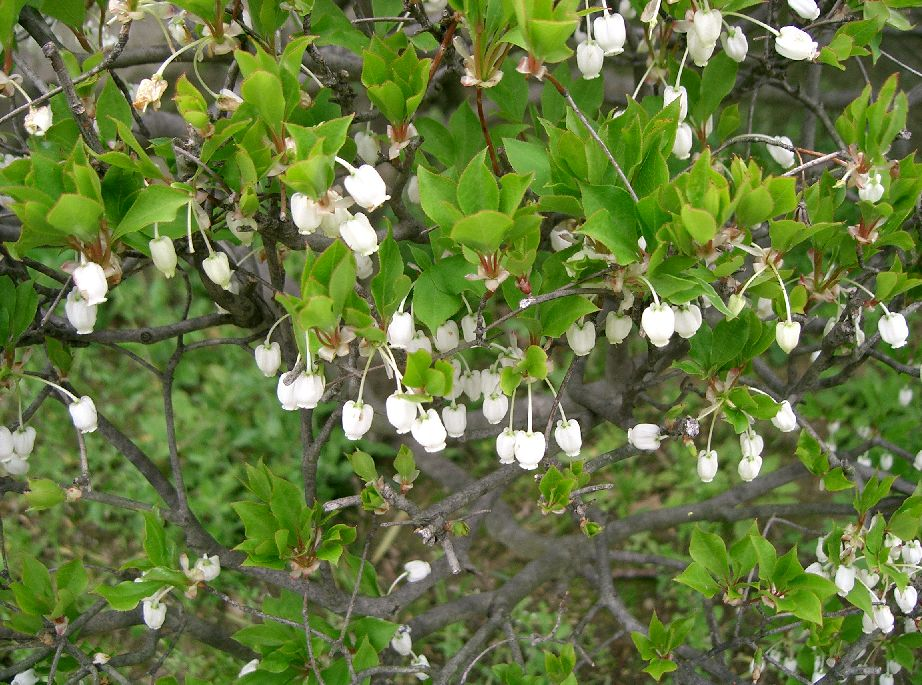
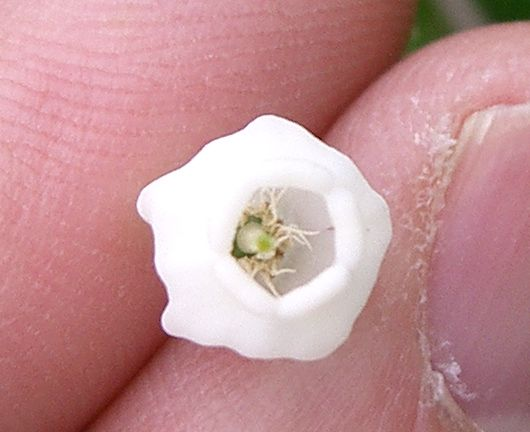
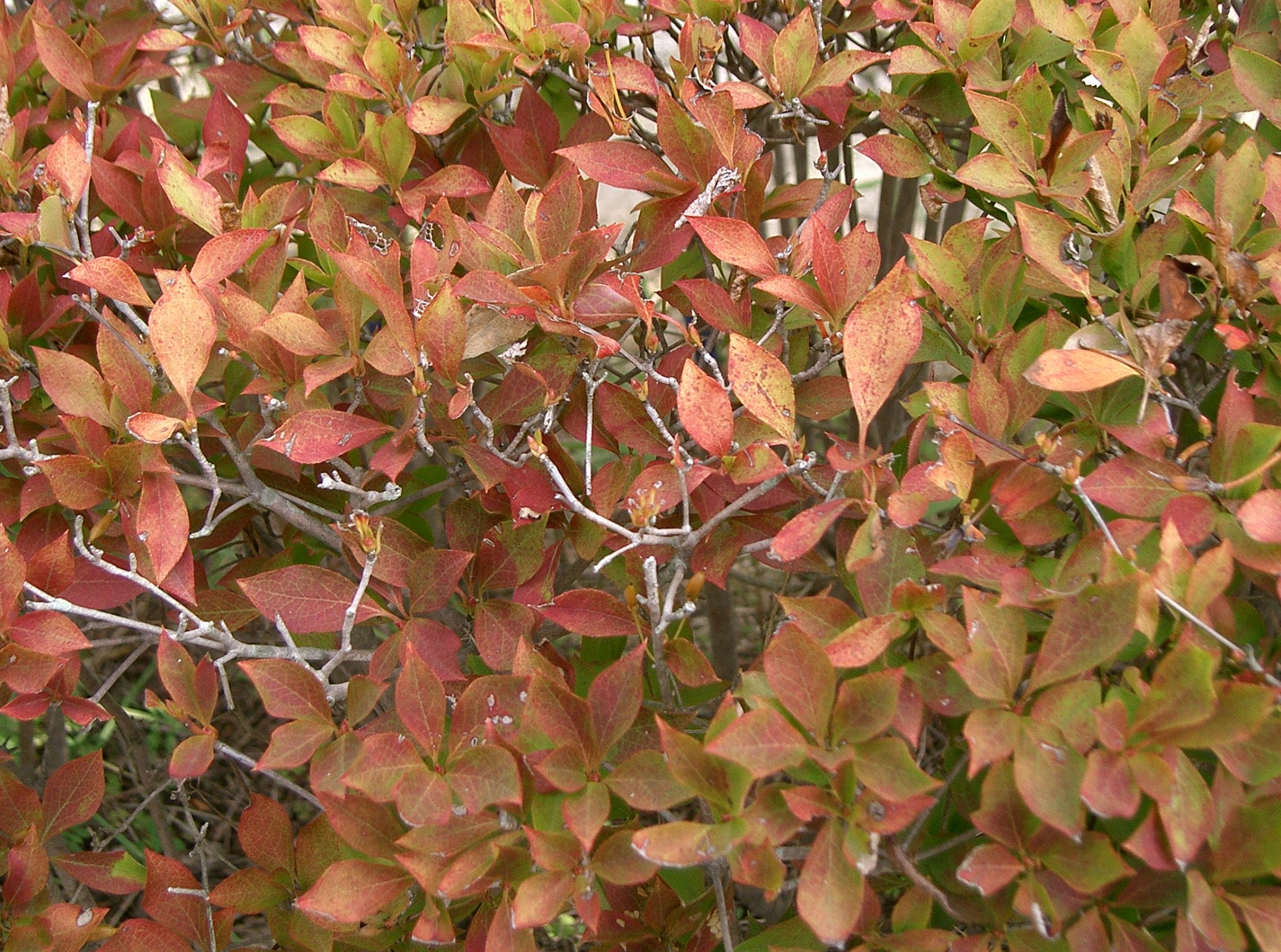
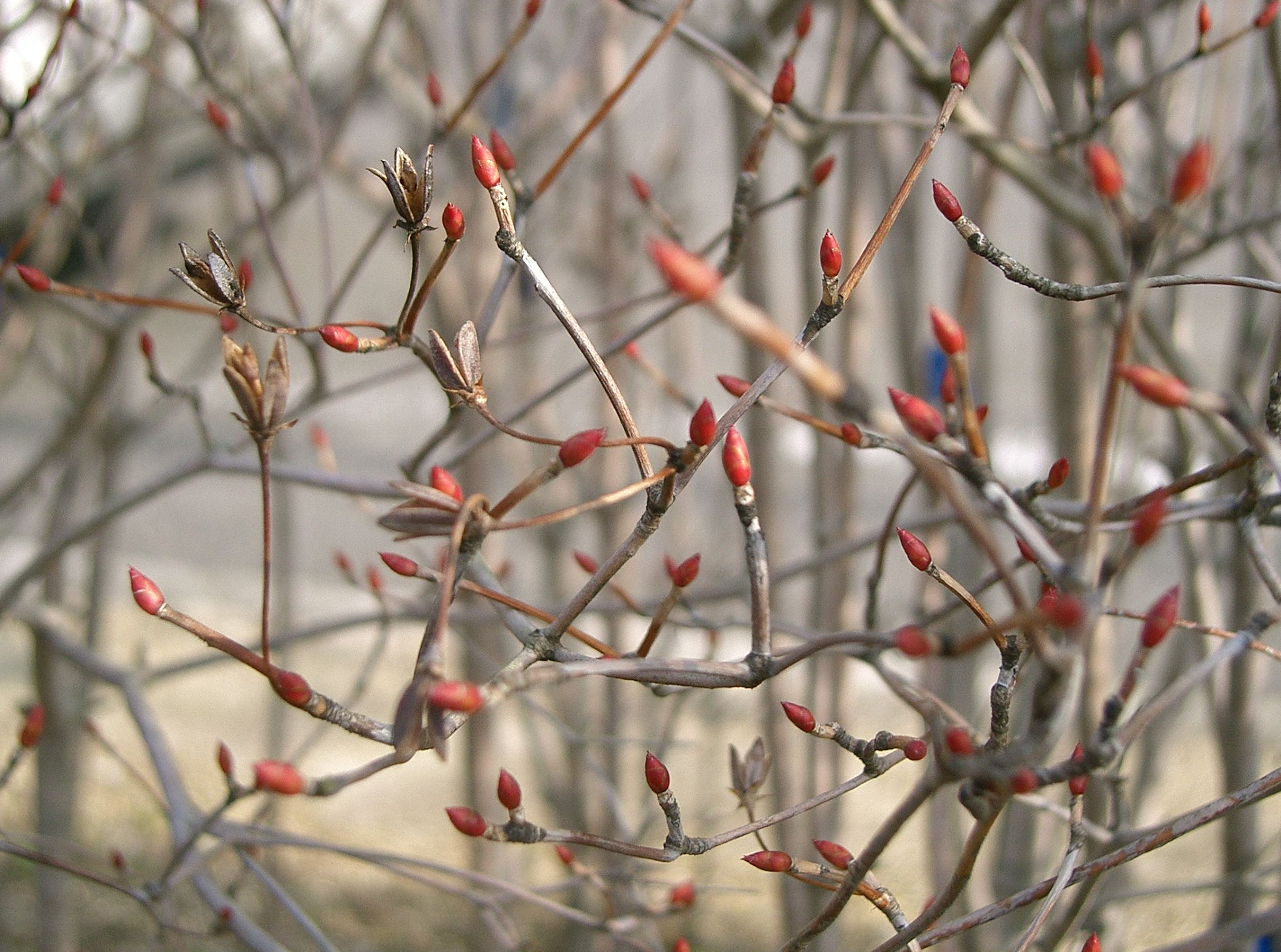
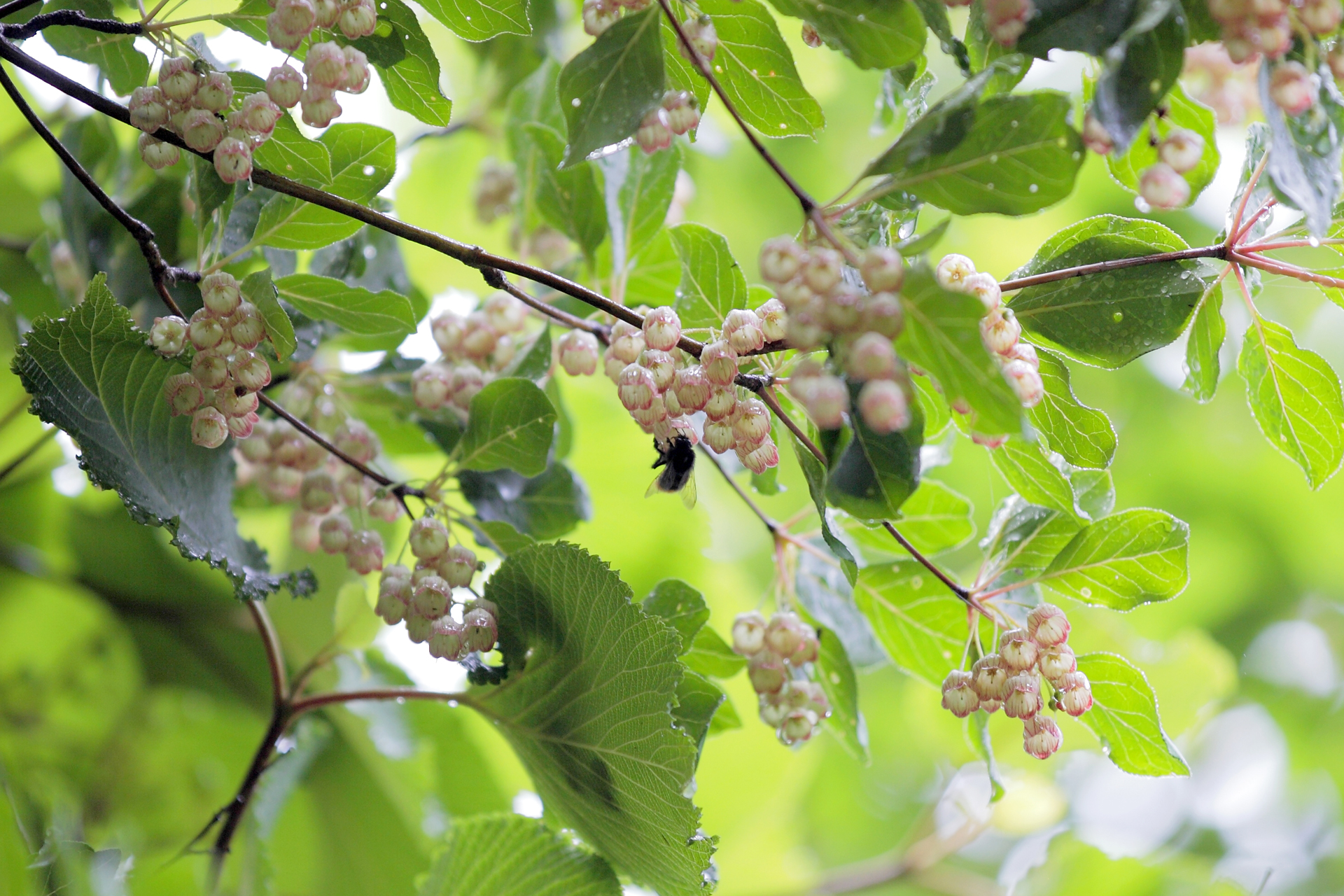
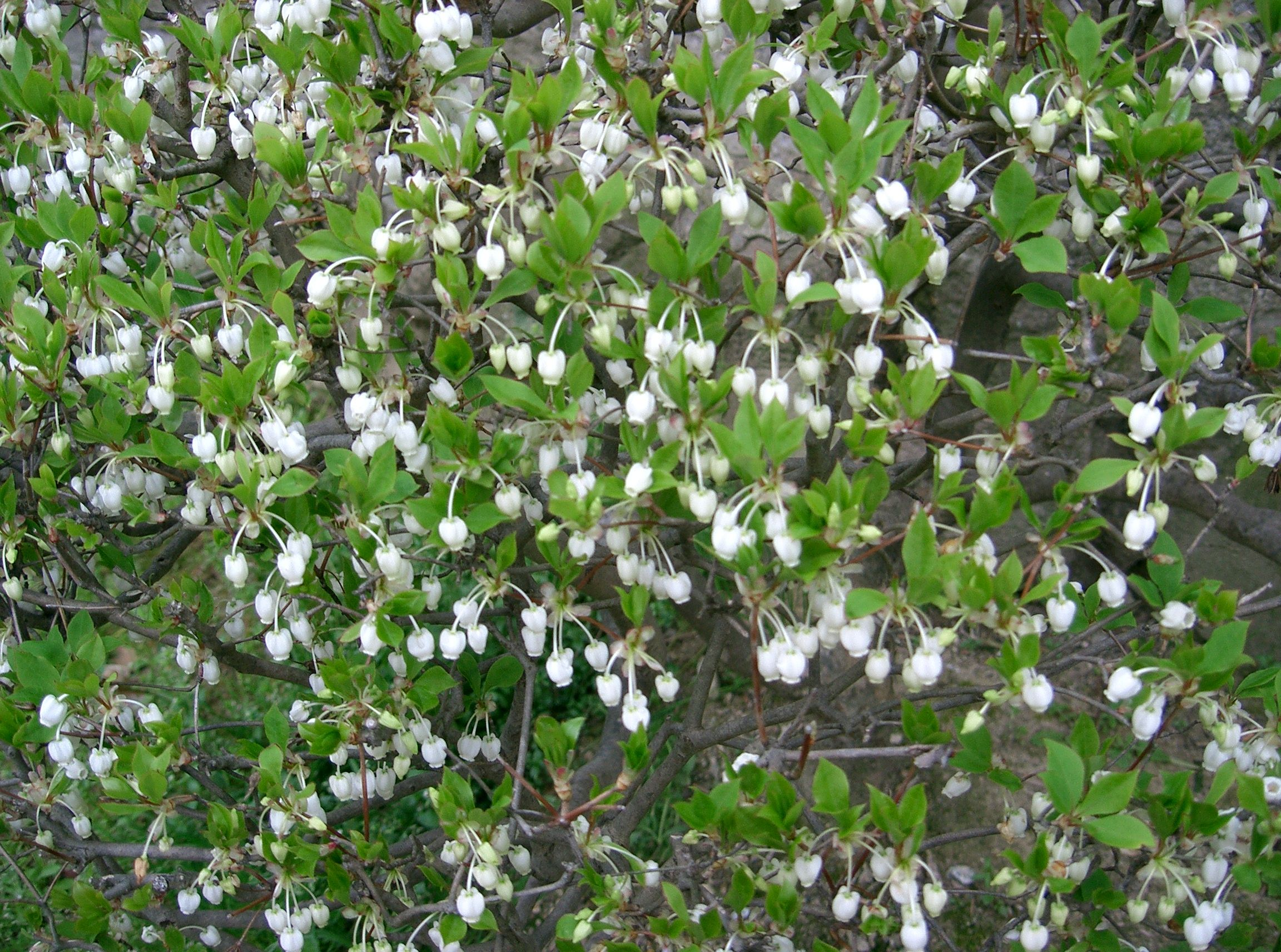